# Выборы в Грузии
Выборы в Грузии дает информацию о выборах и результатах выборов в Грузии. Выборы — процесс, при котором проводится голосование для избрания кандидатов на должность. Это механизм, с помощью которого демократия заполняет выборные должности в законодательном органе, а иногда и в исполнительной и судебной власти, и в котором избиратели выбирают должностные лица в органы местного самоуправления.
Грузия избирает на национальном уровне главу государства — президента и законодательный орган. Президент избирается народом сроком на пять лет. Парламент Грузии состоит из 150 членов, избираемых на четырёхлетний срок, 77 мест по пропорциональному представительству и 73 по одномандатным округам.
Летом 2019 года протесты в Грузии потребовали перехода к более пропорциональной системе (удаление одномандатных округов) и заручились обещанием от лидера партии Грузинская мечта Бидзины Иванишвили сделать это. Однако в ноябре 2019 года отдельные члены парламента проголосовали против законопроекта об изменении избирательной системы, что вызвало новые протесты.

## Статистика
С 1990 года в Грузии было проведено 22 выборов, из которых пять были президентскими, семь — парламентскими, семь — выборов Верховного совета Аджарии и четыре — местными; также был проведён референдум и один плебисцит. Наибольшее зарегистрированное число избирателей (3 594 810) приняло участие в президентских выборах, состоявшихся 26 мая 1991 года. Тогда же была зафиксирована самая высокая явка — 2 978 247 человек. Наибольшее количество наблюдателей (1848 международных и 13 195 местных организаций) было зарегистрировано ЦИК на парламентских выборах 21 мая 2008 года.

### Первые многопартийные выборы
Самые первые независимые многопартийные выборы в Грузии состоялись 28 октября 1990 года. Ещё будучи советской республикой, Грузия твёрдо шла к независимости. Советский диктат с его суровым правлением близился к концу, о чем свидетельствует первое проведение многопартийных выборов.
Для участия в этих выборах, которые прошли по смешанной системе, зарегистрировались 14 политических партий. Верховный Совет избрал 250 (125 пропорциональных, 125 мажоритарных) депутатов сроком на пять лет. Общее количество избирателей составило 3444 тысячи человек, 67% из них приняли участие в выборах. Только четыре партии переступили порог и только две партии получили мандаты по пропорциональной системе:
1. «Круглый стол — Грузия, свободная» (81 депутат)
2. Коммунистическая партия Грузии (44 депутата)
3. В мажоритарной системе места распределились следующим образом:
4. «Круглый стол — Грузия, свободная» (43 депутата)
5. Борьба (17 депутатов)
6. Народный фронт (11 депутатов)
7. «Демократическая Грузия» (2 депутата)
8. Общество Руставели (1 депутат)

В результате этого совета к власти пришел «Круглый стол — Свободная Грузия». В выборах участвовали избирательные комиссии политических объединений, общественных объединений и организаций, трудовых коллективов, средних специальных и высших учебных заведений граждан Республики Грузия. Остальные правила проведения парламентских выборов были определены законом Республики Грузия.

### Первые президентские выборы
14 апреля 1991 года в Грузии был введен президентский режим. Выборы считались состоявшимися при участии большинства от общего числа избирателей. Избранными считались кандидаты, за которых проголосовало более 50% от общего числа избирателей. В этих выборах приняли участие шесть кандидатов:
1. Звиад Гамсахурдия — 2 565 362 голоса. 2. Валериан Адвадзе — 240 243 голоса. 3. Джемал Микеладзе — 51 717 голосов. 4. Нодар Натадзе — 36 266 голосов. 5. Ираклий Шенгелия — 26 886 голосов. 6. Тамаз Квачантирадзе — 8 553 голоса.
Звиад Гамсахурдия стал первым президентом независимой Грузии. Общее количество избирателей составило 3 594 810 человек. Число избирателей, принявших участие в выборах, составило 2 978 247 человек.

### Вторые президентские выборы
Выборы считались состоявшимися при участии большинства от общего числа избирателей. Избранным считался кандидат, поддержанный более чем 50% избирателей. В этих выборах приняли участие шесть кандидатов:
1. Эдуард Шеварднадзе — 1 589 909 голосов. 2. Джумбер Патиашвили — 414 303 голоса. 3. Акакий Бакрадзе — набрано 3 350 голосов. 4. Пантелеймон Гиоргадзе — 10 697 голосов. 5. Картлос Гарибашвили — 10 023 голоса. 6. Роин Липартелиани — 7 948 голосов.
Эдуард Шеварднадзе стал вторым президентом Грузии, получив 77% голосов. Общее количество проголосовавших избирателей 3 106 557 человек. Количество избирателей, принявших участие в выборах, составило 2 139 369 человек.

### Третьи президентские выборы
Выборы считались состоявшимися при условии участия большинства от общего числа избирателей. Кандидат, поддержанный более чем 50% избирателей, считается избранным. В выборах приняли участие шесть кандидатов:
1. Эдуард Шеварднадзе — 1 870 311 голосов. 2. Джумбер Патиашвили — 390 486 голосов. 3. Картлос Гарибашвили — 7 863 голоса. 4. Автандил Йогладзе — 5 942 голоса. 5. Важа Джгенти — 3 363 голоса. 6. Тенгиз Асанидзе — 2 793 голоса.
Эдуард Шеварднадзе сохранил кресло президента Грузии. Общее количество проголосовавших: 3 088 925 человек. В выборах приняли участие 2 343 176 избирателей.